# Bomarzo (roman)
Bomarzo är titeln på en roman eller fiktiv självbiografi från 1962 skriven av den argentinske författaren Manuel Mujica Lainez. Den har fått sitt namn efter bergsstaden Bomarzo och utspelar sig under den italienska senrenässansen, då fursten Vicino Orsini, upphovsman till den fantasieggande slottsträdgården Sacro Bosco, hade sitt herresäte här. Romanen tematiserar denne furstes liv och verk. Den finns med på en lista, som den stora spanska dagstidningen El Mundo sammanställde 2001, över 1900-talets hundra bästa spanskspråkiga romaner. Boken är inte översatt till svenska (2021). 

## Berättarteknik

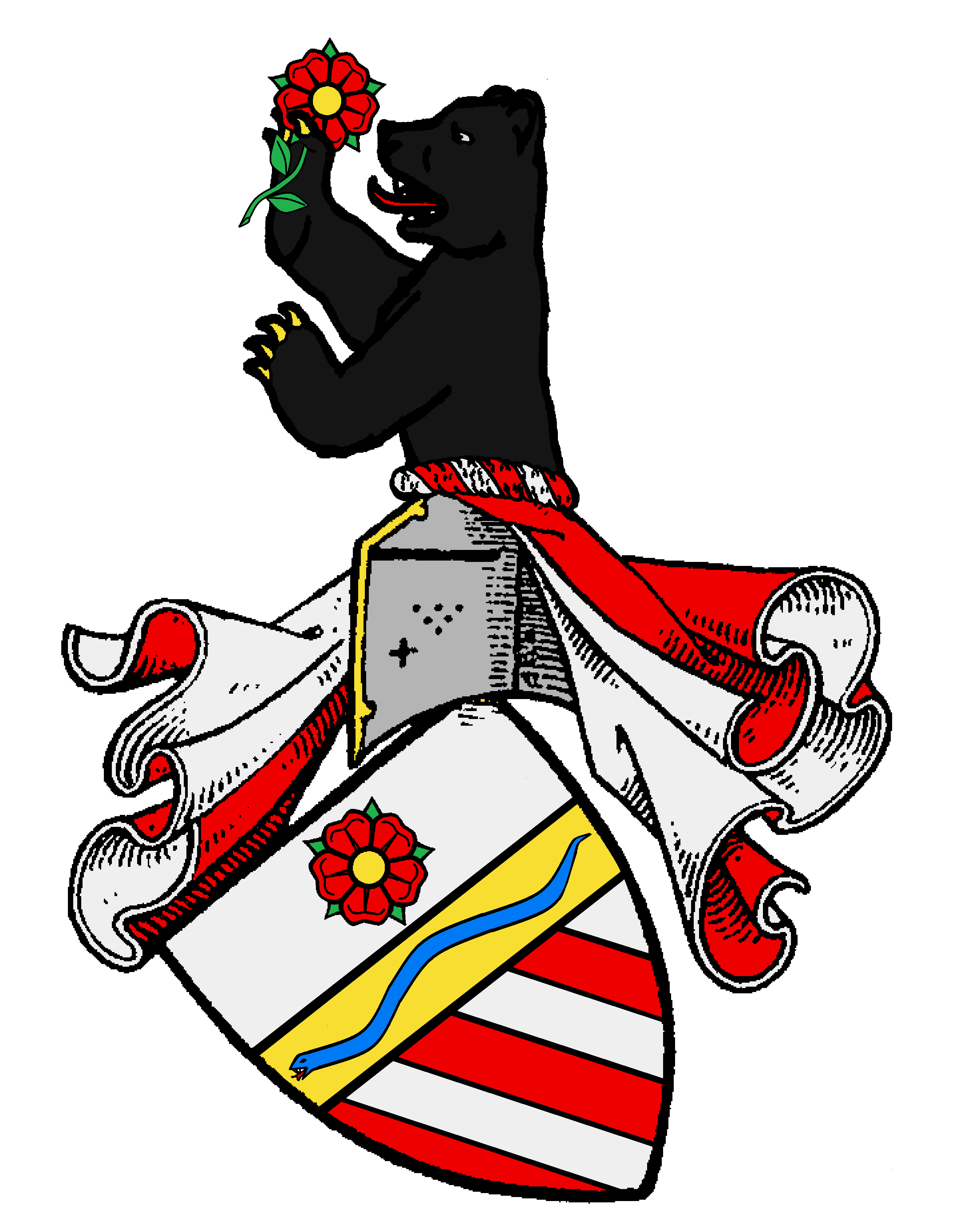
Släkten Orsinis vapensköld.

Romanen är skriven i jagform och är realistiskt hållen. Berättaren är fursten själv, den historiska personen, greve Pierfrancesco II, kallad Vicino. Han levde på 1500-talet och tillhörde den medeltida italienska ätten Orsini. Som läsare har man dock inte hunnit många sidor in i första kapitlet förrän tidens illusion bryts. På ett självklart sätt omnämner den gamle berättaren företeelser och personer som ligger utanför ramen för hans egen epok. Han berättar att familjens ägor i Rom utsattes för skövling 1527 av främmande spanska trupper, och slutligen jämnades med marken 1937 efter beslut av Benito Mussolini. Den konstnärligt intresserade fursten omnämner lika självklart att den franske 1800-talsmålaren Toulouse-Lautrec var ättling till Odet de Foix, vicomte de Lautrec, som furstens far en gång stred med under samma banér. Han säger att han häromdagen läste en dikt av Victoria Sackville-West, vilken beskriver en känsla han själv haft. Leoparderna i hennes familjs vapensköld följde efter henne, med sammetsmjuka steg, så som björnarna i familjenamnet Orsini och släktens vapen vaksamt och beskyddande kunde lufsa bakom honom, Vicino Orsini, emellanåt. Strax innan det historiska slaget vid Lepanto, kraftmätningen mellan Heliga ligan och Osmanska riket, räddas fursten en kväll mot romanens slut ur ett bråk på ett torg i Messina av en okänd ung man, som visar sig vara Miguel de Cervantes Saavedra, närmare fyrtio år före utgivningen av Don Quijote. Fursten skänker honom sitt vällästa exemplar av Orlando furioso som tack, och får i utbyte ett exemplar av Garcilaso de la Vegas dikter. Siglos más trade he pensado infinitas veces en él, con desesperación, berättar fursten. I flera sekler har fursten haft anledning att tänka på sin alltmer berömde räddare sen dess. På romanens sista sida blandas huvudpersonen Vicino Orsinis berättarröst med författarens och svaret på denna gåtfulla förmåga till överskridning av tiden ges. Manuel Mujica Lainez berättar att han som författare har "återbördat, dag för dag, detalj för detalj, mitt förflutna liv, det liv som ännu var vid liv i mig".

## Biografi och roman
Till greve Vicino Orsinis kända biografi hör att han föddes den 4 juli 1523. Författaren Manuel Mujica Lainez låter emellertid huvudpersonen i sin historia födas 11 år tidigare, den 6 mars 1512. Han låter honom gå ur tiden 60 år senare, år 1572, medan den verklige greven enligt hävderna dog under sitt 62 år i januari 1585.

## Utgåvor på andra språk
- Bomarzo, en engelskspråkig översättning (New York: Simon & Schuster, 1969)
- Bomarzo. Ein Renaissance-Roman, en tyskspråkig översättning (Berlin: Blanvalet Verlag, 1971)

### Fotnoter
1. ↑  (spanska) El Mundos lista över de hundra bästa romanerna på spanska under 1900-talet.
2. ↑  Nuestra morada [...] se transformó con el andar del tiempo y perdió toda traza de grandeza, hasta que sus últimos restos anónimos desaparecieron en 1937, al ordenar Benito Mussolini la apertura de la Via della Conciliazione [...]. Ur Manuel Mujica Lainez: Bomarzo, oktava edición, Buenos Aires: Editorial Sudamericana 1970, s 14. Denna utgåva har lika många sidor som originalutgåvan, det vill säga 670.
3. ↑  ibid. s 12.
4. ↑  ibid s 19.
5. ↑  ibid s 633.